# Коломієць Артем Михайлович
Артем Миха́йлович Коломієць (народився 11 лютого 1964, Київ) — один з найсильніших сьоґістів України, 3-й дан ФЕСА, 5-й дан NSR, чемпіон Європи по сьоґі 2005 та 2008 років. Один з перших сьоґістів України (навчився гратися у 2000 році).
З 2007 до 2013 року займав 1-у позицію у європейському ФЕСА-листі (у 2013 році це місце зайняв Жан Фортен).
Станом на 25.08.2019р. займає 36 місце.
Максимальний рейтинг Ело — 2132 (січень 2003), поточний — 1923 (серпень 2019).

## Ступінь
- 2002 — 3 дан ФЕСА
- 2006 — 5 дан NSR

## Перемоги
- 30-31 березня 2002: Чемпіонат України по сьоґі, бліц (8 учасників, 2 кола; 14 балів з 14).
- 6-7 квітня 2002: Чемпіонат України по сьоґі (12 учасників, 6 балів з 6).
- 17 серпня 2003: Турнір по сьоґі за участю Йосіхіси Судзукі і Мінору Ікетані, Київ (16 учасників, 5 балів з 5).
- 12 жовтня 2003: 1-й командний Чемпіонат України по сьоґі (4 команди, 16 учасників) — I місце у складі команди Київ-1 (3 бали з 3 на першій дошці).
- 15-17 липня 2005: Чемпіонат Європи по сьоґі, Пардубице (32 учасника, 5 балів з 5).
- 21-22 червня 2008: Відбірковий турнір на Міжнародний форум сьояі у Рівно (13 учасників, 6 балів з 6).
- 11-13 липня 2008: Чемпіонат Європи по сьоґі (бліц), Пардубице (6 балів з 7).
- 11-13 липня 2008: Чемпіонат Європи по сьоґі, Пардубице (32 учасника, 5 балів з 5).
- 11-13 липня 2008: WOSC, Пардубице (39 учасників, 8 балів з 9).
- 27-29 грудня 2010: 2-й турнір по сьоґі Кракові (17 учасників, 8 балів з 9).[3]
- листопад 2014: Кубок України по сьоґі (7 учасників, 6 балів з 6)[4]

## Інші досягнення
- 14–15 квітня 2001: Чемпіонат України по сьоґі (12 учасників) — II місце (4 бали з 5).
- 26-28 липня 2001: Київ Сьоґі Опен (27 учасників) — II місце (4 бали з 5).
- 18-19 жовтня 2002: 2-й Міжнародний форум сьоґі, Токіо (16 учасників) — 5 місце (3 бали з 5).
- 12 червня 2003: 1-й Кубок східно-європейських чемпіонів по сьоґі, Москва (4 учасники) — II місце (2 бали з 3).
- 1 травня 2004: 2-й Кубок східно-європейських чемпіонів, Москва (4 учасники) — 4 місце (1 бал з 3).
- 27 травня 2005: Міжнародний турнір у Рівно, бліц (33 учасники) — II місце (5 балів з 6).
- 28-29 травня 2005: Міжнародний турнір у Рівно (105 учасників) — III місце (4 бали з 6).
- 15-17 липня 2005: WOSC (64 учасники) — 6 місце (6 балів з 9).
- 2006: Брав участь у всеяпонському любительському турнірі Рюо. Зіграв 4 партії у Токіо (4 бали з 4) і 7 партій у Тендо (4 бали з 7).
- 8-9 листопада 2008: Міжнародний форум сьоґі, Тендо (20 учасників) — 6 місце (2 бали з 5).
- 25-26 травня 2013: Kiev Shogi Open — II місце (5 балів з 6).
- 19-20 липня 2013: Чемпіонат Європи по сьоґі (32 учасника) — III місце.
- 19-21 липня 2013: WOSC (92 учасника) — III місце (7 перемог з 9).
- 23-24 листопада 2013: Білоруська прем'єр-ліга (16 учасників) — III місце (4 перемоги з 6).

## Учні по сьоґі
- Белас Андрій, 1 кю ФЕСА
- Панькін Євген, 4 кю
- Ткаченко Юрій, 5 кю

та ін.

## Шахи
Артем Коломієць — кандидат у майстри спорту з шахів та шаховий тренер; викладає у шахово-шашечній школі «Авангард».

## Статті
Артем Коломієць — автор популярних статей про сьоґі та шахи:
- Две половинки целого [Архівовано 2 вересня 2019 у Wayback Machine.]
- Законы классических шахмат и возможность их применения в сёги
- На Сёги Сэкай надейся, да сам не плошай
- Система P7e (P3e) против смещенной ладьи